# Thrasychlora minor
Thrasychlora minor är en fjärilsart som beskrevs av W. Warren 1907. Thrasychlora minor ingår i släktet Thrasychlora och familjen mätare. Inga underarter finns listade i Catalogue of Life.